# ホリー・ハンバーストーン
ホリー・ハンバーストーン（英語: Holly Humberstone, 1999年12月17日 - ）は、イギリスのシンガーソングライター。ミュージシャン仲間であるルイス・キャパルディのコンサートツアーに出演したことで人気を博した。

## 私生活
ホリー・ハンバーストーンはイングランドのグランサム生まれで、4人姉妹。2019年4月より、リヴァプール・インスティテュート・フォー・パフォーミング・アーツに在学中。

## 音楽スタイル
ホリー・ハンバーストーンの音楽スタイルは、ダミアン・ライス、ベン・ハワード、フィービー・ブリジャーズ、ハイムなどに影響を受けている。ダミアン・ライスのデビューアルバム『O』は、彼女の最初のお気に入りアルバムである。

## キャリア
グラストンベリー・フェスティバル 2019 の BBC Introducing Stage に出演。
2020年1月30日にデビューシングル「Deep End」をリリース。その後も3月19日に2ndシングル「Falling Asleeping at the Wheel」を、6月26日に3rdシングル「Overkill」を、7月30日にレディオヘッド「Fake Plastic Trees」の同名カバー曲をリリースした後、8月14日にデビューEP『Falling Asleep at the Wheel』をリリースした。

## ディスコグラフィ
『Falling Asleep at the Wheel』EP (2020)